# 媚豬
媚豬（?—?），五代十国位于岭南地区的南汉国女性人物，史书没有记载她的姓名，她是到中国来的波斯人。
媚豬是南汉第四代皇帝後主劉鋹的后宫。她黑胖，南汉后主非常喜欢她，赐名媚豬。后主求方士配置媚药来做淫亵之戏。又选来少年，与宫女相配，让他们裸体，他和媚豬在那里看，号称大体双，直到亡国。